# Tolpis
Tolpis (hrv. tolpis; lat. Tolpis) biljni rod iz porodice glavočika. Autohtone su u Europi i Africi, a neke vrste mogu se naći isključivo na Kanarskim otocima. Vrsti Tolpis barbata domovina je južna Europa a introducirane je i u druge i zemlje i na druge kontinente.
Pripada joj 22 vrste
Rod je opisan u Familles des Plantes 2: 112, 612. 1763.

## Opis
Jednogodišnje do višegodišnje zeljasto bilje.

## Vrste
1. Tolpis azorica (Nutt.) P. Silva
2. Tolpis barbata (L.) Gaertn.
3. Tolpis calderae Bolle
4. Tolpis capensis (L.) Sch. Bip.
5. Tolpis coronopifolia (Desf.) Biv.
6. Tolpis crassiuscula Svent.
7. Tolpis farinulosa (Webb) Walp.
8. Tolpis glabrescens Kämmer
9. Tolpis glandulifera Bolle
10. Tolpis laciniata (Sch. Bip. ex Webb & Berthel.) Webb & Berthel.
11. Tolpis lagopoda C. Sm. ex Link
12. Tolpis liouvillei Braun-Blanq. & Maire
13. Tolpis macrorhiza (Lowe) Lowe
14. Tolpis mbalensis G. V. Pope
15. Tolpis nemoralis Font Quer
16. Tolpis proustii Pit.
17. Tolpis santosii D. J. Crawford, Mort & J. K. Archibald
18. Tolpis staticifolia (All.) Sch. Bip.
19. Tolpis succulenta (Aiton) Lowe
20. Tolpis umbellata Bertol.
21. Tolpis virgata (Desf.) Bertol.
22. Tolpis webbii Sch. Bip.
23. Tolpis ×grossii Talavera